# Афганистан на олимпийските игри
Афганистан е участвал на 13 летни олимпийски игри към ноември 2016 г. и никога не е участвал на зимни олимпийски игри.
Страната дебютира на олимпийски игри на игрите в Берлин през 1936 г. Оттогава до олимпийските игри в Рио де Жанейро през 2016 г. изпраща делегация на 13 от 18-те летни олимпийски игри.
Афганистан не изпраща отбор на игрите в Барселона през 1992 г. и изпраща само двама представители на игрите в Атланта през 1996 г. Боксьорът в категория „лека-средно тежка“ Мохамад Джавид Аман е дисквалифициран след като пристига твърде късно за задължителното мерене на теглото и жребия, което оставя маратонеца Абдул Басер Уасики като единствен представител на страната. Уасики получава контузия на сухожилието си преди състезанието, но се състезава въпреки това, буквално куцайки по време на целия маратон и завършвайки последен.
Афганистан е изключен от МОК през 1999 г. и впоследствие на страната не е позволено да участва в летните олимпийски игри в Сидни през 2000 г. поради дискриминация срещу жените под управлението на талибаните и забраната на всички видове спорт в страната. Страната е приета в МОК отново през 2002 г., след свалянето на талибаните от власт, и изпраща петима представители на летните олимпийски игри в Атина през 2004 г.
Сред тях са две жени, Робина Муким Яар и Фриба Разайе, първите жени, представляващи Афганистан на олимпийски игри.
Афганистан праща отбор от четирима състезатели, включващ трима мъже и една жена, Мехбоба Ахдяр, на летните олимпийски игри в Пекин през 2008 г. Ахдяр получава заплахи за живота си поради заявката си за участие на игрите.
Афганистан печели първия си медал от летни олимпийски игри по време на игрите в Пекин през 2008 г., когато Рохула Никпай печели бронзов медал в таекуондото за мъже до 58 kg и втори, когато Никпай печели бронзовият медал в таекуондото за мъже до 68 kg на игрите през 2012 г.

## Таблици с медали

### Медали от летни олимпийски игри
| Игри                | Атлети       | Златни     | Сребърни   | Бронзови   | Общо       | Класиране  |
| Берлин 1936         | 19           | 0          | 0          | 0          | 0          | –          |
| Лондон 1948         | 31           | 0          | 0          | 0          | 0          | –          |
| Хелзинки 1952       | не участва   | не участва | не участва | не участва | не участва | не участва |
| Мелбърн 1956        | 16           | 0          | 0          | 0          | 0          | –          |
| Рим 1960            | 18           | 0          | 0          | 0          | 0          | –          |
| Токио 1964          | 8            | 0          | 0          | 0          | 0          | –          |
| Мексико 1968        | 5            | 0          | 0          | 0          | 0          | –          |
| Мюнхен 1972         | 8            | 0          | 0          | 0          | 0          | –          |
| Монреал 1976        | не участва   | не участва | не участва | не участва | не участва | не участва |
| Москва 1980         | 11           | 0          | 0          | 0          | 0          | –          |
| Лос Анджелис 1984   | не участва   | не участва | не участва | не участва | не участва | не участва |
| Сеул 1988           | 5            | 0          | 0          | 0          | 0          | –          |
| Барселона 1992      | не участва   | не участва | не участва | не участва | не участва | не участва |
| Атланта 1996        | 2            | 0          | 0          | 0          | 0          | –          |
| Сидни 2000          | не участва   | не участва | не участва | не участва | не участва | не участва |
| Атина 2004          | 5            | 0          | 0          | 0          | 0          | –          |
| Пекин 2008          | 4            | 0          | 0          | 1          | 1          | 80         |
| Лондон 2012         | 6            | 0          | 0          | 1          | 1          | 79         |
| Рио де Жанейро 2016 | 3            | 0          | 0          | 0          | 0          | –          |
| Токио 2020          | Future event |            |            |            |            |            |
| Total               | Total        | 0          | 0          | 2          | 2          | 138        |

### Медали по спорт от летни олимпийски игри
| Спорт      | Златни | Сребърни | Бронзови | Общо | Класиране |
| Таекуон-до | 0      | 0        | 2        | 2    | 29        |
| Общо*      | 0      | 0        | 2        | 2    | 138       |

Обновена на 24 август 2016 г.
Бележка: Афганистан е изключен от олимпийските игри през 1999 г. поради дискриминацията на жени под тогавашния режим на талибаните.

## Списък с медалисти
| Медал         | Име           | Игри        | Спорт     | Дисциплина    |
| ------------- | ------------- | ----------- | --------- | ------------- |
| Бронзов медал | Рохула Никпай | Пекин 2008  | Таекуондо | Мъже до 58 kg |
| Бронзов медал | Рохула Никпай | Лондон 2012 | Таекуондо | Мъже до 68 kg |